# Macerazione carbonica
La macerazione carbonica è una tecnica di vinificazione, utilizzata per la produzione del vino novello.

## Il procedimento

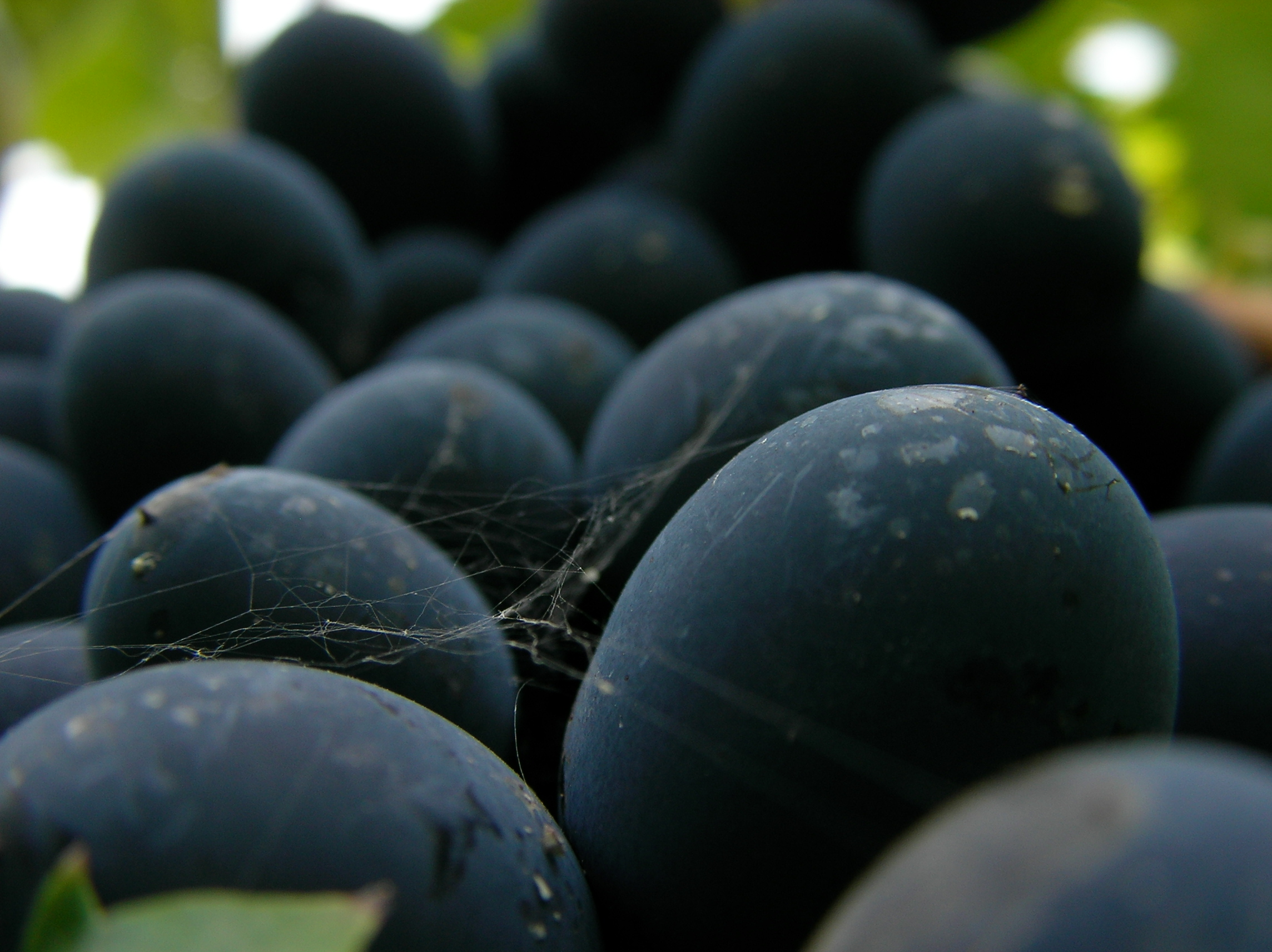
La macerazione carbonica avviene all'interno di ciascun acino

La tecnica consiste nel mettere grappoli di uva interi, intatti, non diraspati, per un tempo variabile da qualche ora a più giorni, dentro un serbatoio ermetico, chiamato autoclave, saturo di anidride carbonica (o altro gas inerte)
Si produce in questo modo una fermentazione alcolica intracellulare a carico degli zuccheri, dovuta all'assenza di ossigeno, che costringe le cellule dell'uva a passare al metabolismo anaerobico. Durante la macerazione si ha la trasformazione degli zuccheri in etanolo, (fino ad un massimo del 2%) dovuta al metabolismo anaerobico cellulare dell'uva.
Si riduce in modo netto la concentrazione dell'acido malico, poiché la cellula continua la sua respirazione (ciclo di Krebs) e per produrre energia consuma l'acido malico presente nelle cellule; anche l'acido tartarico diminuisce salificandosi per combinazione con cationi. In compenso si ha un incremento del succinico, fumarico e scichimico. A fine fermentazione si ha un alto grado di glicerina (1.9-2%), a differenza che in una normale fermentazione alcolica (0.8-0.9%).
Si osserva una diminuzione delle proteine perché degradate dalle proteasi del pool enzimatico della bacca (autolisi), e in conseguenza un incremento degli amminoacidi liberi.
Altra caratteristica importante è la formazione di alcuni aromi secondari in quantità maggiori rispetto a vinificazioni normali, (esempio è il cinnamato di etile, nella macerazione carbonica si trova in quantità per effetto della diffusione dell'acido cinnamico dalla buccia alla polpa, dove incontra l'etanolo esterificandosi) e altri esteri similmente prodotti.
Tutte queste caratteristiche dovute al metabolismo anaerobico rendono la macerazione carbonica un processo unico. Alla degustazione è facilmente riconoscibile un vino prodotto con macerazione carbonica da uno prodotto dalla stessa uva attraverso una normale fermentazione. 
Durante questo periodo l'alcol estrae dall'interno tutte le sostanze aromatiche della polpa e dell'epidermide. Lo schiacciamento progressivo dell'uva sotto il proprio peso, facilitato dall'indebolimento della buccia, libera gradualmente del liquido nel serbatoio. Al termine di questa fermentazione si completa la pigiatura dell'uva e si lascia che l'eventuale residuo zuccherino venga trasformato in alcol nel modo convenzionale.
Alternativamente si possono utilizzare azoto, elio e argon cambia però il costo che è normalmente più elevato rispetto al biossido di carbonio.